# Gustav Georg Lindhberg
Gustav Georg Lindhberg, Lindberg (ur. 1814 w Kopenhadze, zm. 10 kwietnia 1896 w Fredensborgu, Dania) – gdański kupiec i duński urzędnik konsularny.
Współwłaściciel firmy zajmującej się eksportem zbóż i importem śledzi F. Böhm und Co. w Gdańsku (1849). Był członkiem Korporacji Kupców Gdańskich (Die Korporation der Kaufmannschaft zu Danzig), pełnił też funkcję wicekonsula/konsula Danii w Gdańsku (1844–1876). Opuścił Gdańsk przed lutym 1892 i zamieszkał we Fredensborgu, gdzie zmarł.